# Аполо 13
Аполо 13 (енгл. Apollo 13) је седма Аполо мисија коју је организовао САД. Летелица је лансирана 11. априла 1970. године из Свемирског центра Кенеди на Флориди али је мисија напуштена због експлозије резервоара са кисеоником два дана после лансирања. Посада се успешно вратила на Земљу а о њиховом догађају снимљен је филм Аполо 13.
Посаду су чинили Џејмс Лавел, Џек Свајгерт као пилоти командног модула и Фред Хејз као пилот лунарног модула.

## Циљ мисије
Циљ Аполо 13 мисије био је да истражи кратер Фра Мауро пречника 80 km. Пошто није успео, његову мисију преузео је Аполо 14.

## Инцидент са резервоаром за кисеоник
На удаљености од 320 000 km од Земље, 56 сати након лансирања, на путу до Месеца чланови посаде чули су експлозију праћену нестанком струје. Прва помисао је била да је метеороид ударио о лунарни модул али се испоставило да је експлодирао један од резервоара са кисеоником. 
Сматра се да је дошло до кратког споја у резервоару што је изазвало пожар и тиме се притисак рапидном брзином повећао и разнео цео резервоар.
Цурење кисеоника у свемир трајало је 130 минута и није могло бити заустављено. Два резервоара са горивом експлодирала су заједно са резервоаром за кисеоник, а затим и трећи резервоар и ћелије које стварају струју и воду за посаду. Летелици је била преостала само резервна батерија веома ограничене снаге. Мисија је затим прекинута а астронаути су морали да нађу најкраћи пут до Земље. Да би се вратили што брже морали су да покрену моторе до брзине од око 1800 метара у секунди како би променили правац. Ово је било немогуће јер би истрошило превише енергије. На крају је одлучено да ће се Месец искористити да врати посаду кући, тачније Месечева гравитација. Летелица је враћена на путању око Месеца. Месечева гравитација убрзала је летелицу и скратила пут за 10 сати и померила место слетања са Индијског океана на Атлантски океан. После тога, само две мале корекције путање биле су потребне.
Пошто је то доста истрошило батерију, посада ју је морала сачувати тако што је прекинуто емитовање догађаја ТВом. Презентери на ТВу су тада користили илустрације и анимације. Због недостатка електричне енергије и комуникација је била отежана. Преостали кисеоник био је довољан да издржава двоје људи за дан и по а не троје за још 4 дана, колико је требало посади до повратка. Прекинуте су све комуникације како би се уштедела батерија и повезивањем неких од резервоара добијен је додатни ваздух. Јавио се проблем код последњег резервоара са горивом када је температура пала на само 4 °C. Почела је да се кондензује вода код резервоара и када би се укључио могло је да дође до кратког споја и губљења све преостале енергије.
Последњи проблем био је како одвојити лунарни од командног модула пре уласка у Земљину атмосферу. На универзитету у Торонту формиран је тим који је требало да реши овај проблем за један дан. Тим је констатовао да повишењем притиска у тунелу који повезује лунарни и командни модул тачно пре одвајања би створио довољну силу да удаљи лунарни модул. Идеја је пренета астронаутима који су је затим успешно искористили.

## Улазак у атмосферу
Док се Аполо 13 приближавао Земљи полако су се одвојили од лунарног модула. Аполо 13 слетео је у јужни Пацифик 17. априла 1970.
При спуштању посада је изгубила комуникацију на 6 минута због превеликих оштећења. На крају су успели да успоставе контакт са Хјустоном. Посада је била здрава када је слетела.